# Avenue de la Houlette
L'avenue de la Houlette (en néerlandais : Herdersstaflaan) est une avenue bruxelloise de la commune d'Auderghem et de Watermael-Boitsfort dans le quartier des Pêcheries qui va de la rue des Scabieuses à la rue des Pêcheries sur une longueur de 350 mètres.

## Historique
Le chemin apparaît déjà sur la carte de Van Werden (1659). Il commençait à Hof te Schoonenberch, à la fin de l'actuelle chaussée de Watermael, et menait les fermiers au Neermeulen (plus tard le moulin à Papier).
L'Atlas des Communications Vicinales (1843) mentionne ce chemin sous le n° 24 et le nom Papiermolenstraet (rue du Moulin à Papier). Il était long de 1.805 m et comprenait alors la rue de la Houlette, le Pré des Agneaux, la place Édouard Pinoy, l'avenue Théo Vanpé et, après la Woluwe, il se terminait à l'actuelle avenue des Frères Goemaere. 
Il fut interrompu une première fois lors de la construction du boulevard du Souverain. Le collège décida alors le 7 janvier 1911 de donner à cette partie le nom de rue de la Brebis. 
Le 1er janvier 1917, pour éliminer des doublons en région bruxelloise, elle devint la rue de la Houlette. 
En aménageant la place Pinoy, la rue fut encore une fois coupée en deux, le 20 juin 1925. Ainsi naquit l'avenue Théo Vanpé et la section subsistante de la rue de la Houlette était changée en avenue. 
Le 7 mars 1927, l'avenue fut encore réduite de moitié afin de nommer la section située entre la place Pinoy et la rue des Scabieuses d'après l'appellation donnée depuis toujours à cet endroit : le Pré des Agneaux.
Depuis lors, l'avenue de la Houlette forme la limite entre Auderghem et Watermael-Boitsfort entre le Pré des Agneaux et l'avenue Demey. Elle s'appelle toujours rue de la Houlette sur Watermael-Boitsfort.

## Situation et accès
| ___ | Ce site est desservi par la station de métro : Demey. |